# Siły Libańskie

Logo milicji – Krzyż Sił Libańskich

Siły Libańskie (arab.: القوات اللبنانية – al-quwat al-lubnāniyya; syr.: ܚܝܠܘܬܐ ܠܒܢܢܝܐ – haylawothe lebnanoye) – konserwatywno-nacjonalistyczna libańska partia polityczna, oficjalnie świecka, ale głównie maronicka. Obecnie należy do Sojuszu 14 Marca.
Założona została przez Baszira Dżemajela w czasie wojny domowej w Libanie jako zbrojne skrzydło Frontu Libańskiego. Do organizacji należeli członkowie milicji Falang Libańskich, Strażników Cedrów, Tygrysów i Al-Tanzim oraz Brygady Marada. W szczytowym okresie rozwoju Siły Libańskie liczyły ok. 30 tys. członków. Wewnętrzne konflikty o przywództwo oraz krwawe walki z innym stronnictwami libańskimi doprowadziły do znacznego osłabienia milicji. W wyniku porozumienia z Taif Siły Libańskie zostały rozbrojone na początku lat 90., zaś jej przywódcy ograniczyli się do prowadzenia pokojowej działalności politycznej. Po wyborach w 2009 roku partia posiada 8 deputowanych w Zgromadzeniu Narodowym, są to: Georges Adwan, Strida Dżadża (żona Samira), Elie Kayrouz, Antoine Zahra, Farid Habib, Tony Abu Khater, Ibrahim Maalouf i Shant Dżinjinian.

## Przywódcy
- Baszir Dżemajel (1978–1982)
- Fadi Frem (1982–1984)
- Fuad Abu Nader (1984–1985)
- Elie Hobeika (1985–1986)
- Samir Dżadża (od 1986)